# Bleggio Superiore
Bleggio Superiore är en kommun i provinsen Trento i regionen Trentino-Sydtyrolen i Italien. Kommunen hade 1 540 invånare (2018).